# Juno (mythologie)
Juno of Iuno was in de Romeinse mythologie de godin van het huwelijk en haar man (die ook haar broer was) Jupiter was de god van de hemelen. Zij was de moeder van Vulcanus en Mars.

## Juno's eredienst enepikleses

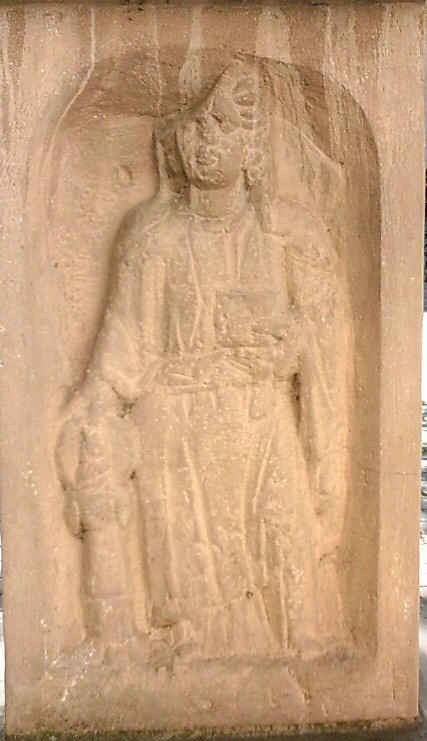
Afbeelding van Juno op een viergodensteen in Duitsland (2e - 3e eeuw v.Chr.).

Zij is een godin van het zuivere licht, vooral van het licht van de maan en daarom evenals alle maangodinnen een godin van de vrouwen, een ideaal van een Romeinse matrona, die als koningin op haar verheven troon in de hemel zetelt (Iuno Regina). Zij waakt vooral over de vrouw als echtgenote en als moeder, en bijna alles, wat tot haar eredienst behoort, heeft betrekking op haar verhouding tot de vrouwelijke sekse. Haar betrekking tot haar gemaal werd niet gestoord door liefdesavonturen, zoals die, waardoor Zeus, de hoogste god van de Grieken nu en dan zijn gemalin Hera van zich vervreemdde. Kalmte en waardigheid behoorden tot het karakter van Juno en kenmerkten ook haar huwelijksleven.

### Juno Lucina
De naam waaronder zij het meest en door geheel Italië vereerd werd, was Iuno Lucina, d. i. de godin, die licht en daardoor leven aanbrengt. Vooral de vrouwen offerden aan deze Juno vóór en na het ter wereld brengen van kinderen. Ook was haar daarom de eerste dag van de maand, de Kalendae, waarop tevens de maan begon te wassen, geheiligd, vooral evenwel de Kalendae van de maand maart. Dan werd er ter hare ere een groot feest gevierd door de Romeinse vrouwen, de matronae, dat de naam droeg van Matronalia. Dit werd dus gevierd op 1 maart, ooit het begin van het nieuwe jaar. Daaraan mochten alleen jonge vrouwen en gehuwde vrouwen, op wier goede naam geen smet kon geworpen worden, deelnemen. Bij de offers op dit feest gebracht werd vooral gebeden voor het geluk van de echt; de vrouwen kregen geschenken van hun echtgenoten, terwijl zij van hun kant de slaven op die feestelijke dag onthaalden.
Behalve de Kalendae van maart was ook de ganse maand juni haar geheiligd, die zelfs naar deze godin haar naam gekregen had.

### Juno Sospita

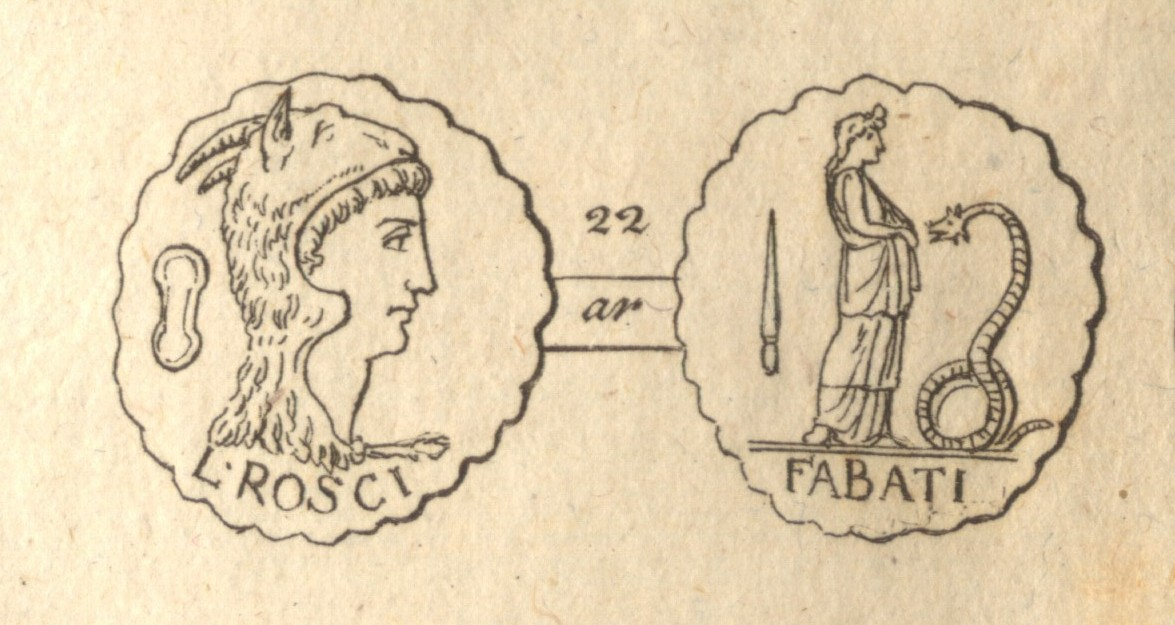
Munt van Lucius Roscius Fabatus met Iuno Sospita aan de voorkant en een meisje dat een rechtopstaande slang voedt.

Een zeer oude dienst van Juno bestond ook in de stad Lanuvium. Daar droeg zij den naam van "Sispes" of "Sospita", d. i. "de godin, die behoudt". Haar beeld in de tempel aldaar stelde haar voor met een geitenvel over haar kleding geworpen, dat haar tevens tot helm en pantser diende. In haar rechterarm droeg zij daar een speer, in haar linker een gebogen schild. Slangen kropen aan haar voeten. Zij schijnt dus daar een godin van de oorlog geweest te zijn. Doch sommige plechtigheden met die dienst in Lanuvium verbonden, maken het waarschijnlijk, dat zij ook daar een levenwekkende godin van de natuur en een godin van de vrouwelijke sekse in het bijzonder geweest is. Bij de tempel van de godin namelijk lag een bos, waarin een hol was, dat tot woonplaats diende aan een aan de godin geheiligde slang. Als de lente kwam, werd een jong meisje met een blinddoek voor de ogen in dat hol gebracht, om een offerkoek aan die slang te brengen. At deze daarvan, dan riep het van alle kanten toegestroomde volk: "het jaar zal vruchtbaar zijn!" Weigerde de slang van de offerkoek te eten, dan beschouwde men dit als een voorteken, dat een onvruchtbaar jaar voorspelde. Tevens gold dat offer als een proef voor de kuisheid van het meisje, dat de koek aan de slang moest voorhouden.
Bij de ontbinding van de zogenaamde Latijnse Liga in 338 v.Chr., verleenden de Romeinen aan Lanuvium het Romeins burgerrecht, en zij namen ook de plaatselijke cultus van de godin Iuno Sospita over. De cultus kwam nu onder de voogdij van de pontifices te staan en in het begin bezochten de consuls jaarlijks haar heiligdom in Lanivium om aan haar te offeren. Later zouden er minstens twee tempels aan haar gewijd zijn in Rome. Een tempel, aan haar beloofd in 197 v.Chr. en in 194 v.Chr. ingewijd, stond in het Forum Holitorium. Ze werd geacht de staat te beschermen en werd dan soms onder Iuno Sospita Mater Regina genoemd. Haar feest werd op 1 februari gevierd.
Iuno Sispes of Sospita werd afgebeeld met een geitenvel als harnas, een speer, schild en strijdwagen. Soms werd afgebeeld met een slang, maar het kon ook met een kraai of raaf zijn.

### Juno Curitis of Quiritis
Ook de Iuno Curitis of Quiritis, die bij de Sabijnen vereerd werd, is een godin van de vrouwen en van het huwelijk. Het gebruik, dat bij het sluiten van het huwelijk bij de Romeinen werd in acht genomen, om de scheiding in het haar van de bruid te maken met een lans (in latere tijd liefst met een lans, waarmee een zwaardvechter was gedood) schijnt tot de dienst van deze Sabijnse godin te behoren. Immers quiris is een Sabijns woord, dat "lans" betekent. Toch mag men niet uitsluiten dat ze eerder een godin van de curiae was, want ze was de enige godheid van wie geweten is dat haar cultus in alle dertig curiae dezelfde was. Ze werd door hen vereerd met offermaaltijden waarbij de eerste vruchten en gebak van spelt en gerst werd opgediend met wijn.
Op het Campus Martius bezat Iuno Curitis een tempel, mogelijk tempel A of C in de Area Sacra Di Largo di Torre Argentina, en op 7 oktober werd een festival te harer ere gevierd.

### Juno als godin van het huwelijk en de geboorte
Verschillende bijnamen aan Juno gegeven duiden haar aan als de godin, die het huwelijk helpt sluiten en bevestigen. Als Iterduca en Domiduca is zij de godin, die de bruiloftsstoet uit het huis van de bruid naar dat van haar echtgenoot geleidt, als Unxia is zij degene, die de deurposten van de nieuwe woning zalft, tot een voorteken van toekomstig geluk, als Cinxia is zij het, die de gordel van de bruid vastknoopt en losmaakt, als Pronuba geeft zij de bruid over aan hem, in wiens macht zij voortaan zal staan, als Iuga, doet zij man en vrouw eensgezind zijn "als twee ossen onder hetzelfde juk", als Nupta, "de gehuwde" bij uitnemendheid, wordt zij aan de zijde van haar gemaal Iuppiter vereerd.

### Juno Moneta

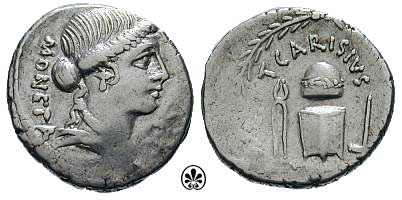
Hoofd van Iuno Moneta op een munt van T. Carisius.

Op de Kalendae van de haar geheiligde maand juni werd ter ere van de godin een groot feest gevierd op het Capitool, de burcht van Rome. Zij werd dan aangeroepen onder de naam van Iuno Moneta, d. i. "de waarschuwende". Waarschijnlijk is die naam moneta, ons "munt", een benaming voor geld geworden, omdat de plaats waar het Romeinse geld gemunt werd in de nabijheid van die tempel gelegen was. Deze stond op de plek, waar vroeger het huis had gestaan van Manlius Capitolinus. Bekend is het verhaal, dat toen de Galliërs in 390 v.Chr. Rome hadden ingenomen en verwoest, en het Capitool belegerden, de daarin opgesloten Romeinen, hoe hoog de nood ook was gestegen, toch de handen niet sloegen aan de aan Juno gewijde ganzen, die op het Capitool gehouden werden, en dat daarop, toen de Galliërs een middel hadden gevonden om in de stilte van de nacht het Capitool te beklimmen, Manlius door het geschreeuw van die ganzen wakker gemaakt en gewaarschuwd, die aanval wist te verijdelen. Ter herinnering aan deze gebeurtenis werd jaarlijks een gans in een draagstoel om de tempel van de godin rondgedragen.

### Juno Regina

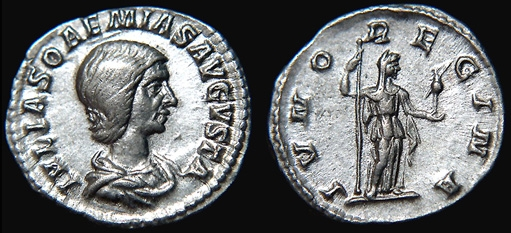
IVNO REGINA ("Koningin Juno") op een munt ter ere van Julia Soaemias.

Op het Capitool had Juno, als Iuno Regina, ook in latere tijden haar voornaamste tempel. Zij werd daar gezamenlijk met Jupiter en Minerva vereerd, als lid van de zogenaamde Capitolijnse trias. Een tweede tempel had zij op de Aventijnse berg. Naar daar was haar dienst overgebracht uit Veii, nadat de Romeinse veldheer Marcus Furius Camillus die in 396 v.Chr. de stad belegerde, door middel van evocatio en de belofte een tempel voor haar te zullen bouwen, de beschermgodin van Veii, Iuno Regina, had overgehaald haar bescherming over Veii op te heffen. Op 1 september 392 v.Chr. werd haar tempel ingewijd, die haar houten cultusbeeld uit Veii huisvestte. Zowel op het Capitool als op de Aventinus werd zij vooral als Iuno Regina vereerd en zeer dikwijls aangeroepen in tijden van oorlog en gevaar. Er was ook een tempel voor Iuno Regina in het Circus Maximus op het Campus Martius naast de tempel van Iuppiter Stator, dat op 23 december 279 v.Chr. werd ingewijd door de toenmalige pontifex maximus Marcus Aemilius Lepidus die haar een tempel had beloofd toen hij als consul de Liguriërs bestreed.

### Juno Caprotina
Nog een eigenaardige eredienst van deze godin is de dienst van Iuno Caprotina, ter ere van wie op de Nonae Iuliae, d. i. 7 juli, een feest werd gevierd. Aan deze dienst knoopte zich de volgende legende. Toen de Romeinen na de verwoesting van de stad door de Galliërs zeer verzwakt waren, maakten hun naburen onder de leiding van de stad Fidenae gebruik om hen aan te vallen. Zij eisten van de Romeinen de uitlevering van al hun meisjes en vrouwen. Een slavin bood aan om met andere meisjes, even dienstbaar als zij, in Romeinse klederdracht uitgedost, naar het vijandelijke leger te gaan en zo de aanvallers te misleiden. Toen zij daar gekomen waren en er een gastmaal ter ere van hun komst was aangericht, gaven zij, nadat de vijanden in een diepe slaap gedompeld waren, van de top van een wilde vijgenboom (caprificus) een teken aan de Romeinen, die een uitval deden en hun tegenstanders geheel en al versloegen. De slavinnen werden alle vrijgelaten en van staatswege werd haar een bruidsschat toegekend. Men beschouwde Juno als de godin, die deze zaak zó bestuurd en tot een goed einde gebracht had, en daarom werd het feest, waarop jaarlijks die gebeurtenis herdacht werd, ter hare eer gevierd. Het schijnt evenwel, dat ook deze dienst in nauw verband staat tot dien van Iuno Lucina. De levenwekkende, vruchtbaarheid verspreidende godin moet wel in verband staan met de wilde vijgenboom, wiens naam de woorden caper d. i. "bok" en ficus d. i. "vijgenboom", de beide symbolen van vruchtbaarheid in zich bevat.

### Juno Lacinia
In Zuid-Italië, op het voorgebergte Lacinium in de nabijheid van de Griekse stad Kroton (het huidige Crotone) stond een prachtige tempel gewijd aan Iuno Lacinia, door bos omgeven, waarin talrijke aan de godin gewijde kudden werden onderhouden. Pyrrhus, de koning van Epirus, en de Carthaagse veldheer Hannibal Barkas brachten hier offers, toen zij op hun krijgstochten door Kroton trokken. Later, in de tijd van de zeerovers (1e eeuw v.Chr.) werd die tempel geplunderd. Toch bleef de dienst van Iuno Lacinia tot in de keizertijd voortbestaan.

### Juno Coelestis
De Carthagers vereerden als de beschermgodin van hun stad een Iuno Coelestis, een godin van de hemel, die over maan en sterren, over bliksem en regen het gebied voerde. Deze was een strenge, maagdelijke godin. Na de Derde Punische Oorlog werd haar dienst op plechtige wijze uit Carthago naar Rome overgebracht. Later, toen in de keizertijd een nieuwe stad op de plaats van het oude Carthago weerom een zekere trap van bloei en welvaart bereikte, werd de dienst van Iuno Coelestis daar ook weer in ere hersteld.

### Juno en het keizerlijke huis
Evenals Jupiter de bijzondere beschermgod werd van de keizers, zo werd Juno de beschermgodin van de keizerinnen, die vooral, wanneer deze aan kinderen het levenslicht schonken, niet alleen als Lucina, maar ook als Augusta, d. i. "de godin van het keizerlijke huis" en Conservatrix, d. i. "de godin, die behoudt" werd aangeroepen.

## Juno's attributen
Juno werd gewoonlijk afgebeeld met een gouden scepter in de hand en een gouden kroon op haar hoofd, om aan te duiden dat zij de koningin is van de hemelen en de aarde. Vele trekken van de Griekse Hera zijn langzamerhand op haar overgedragen. Wat haar naam betreft, is zij door latere schrijvers geheel met deze vereenzelvigd. Juno wordt vaak afgebeeld met een pauw.

## Voetnoten
1. ↑  L. Adkins - R.A. Adkins, art. Juno Sispes, L. Adkins - R.A. Adkins, Dictionary of Roman Religion, New York, 1996, p. 119; L. Adkins - R.A. Adkins, art. Juno Sospita, L. Adkins - R.A. Adkins, Dictionary of Roman Religion, New York, 1996, p. 119.
2. ↑  L. Adkins - R.A. Adkins, art. Juno Curitis, L. Adkins - R.A. Adkins, Dictionary of Roman Religion, New York, 1996, pp. 116-117; L. Adkins - R.A. Adkins, art. Juno Curtis, Temple of, L. Adkins - R.A. Adkins, Dictionary of Roman Religion, New York, 1996, p. 117.
3. ↑  L. Adkins - R.A. Adkins, art. Juno Moneta, L. Adkins - R.A. Adkins, Dictionary of Roman Religion, New York, 1996, pp. 117-118; L. Adkins - R.A. Adkins, art. Juno Moneta, Temple of, L. Adkins - R.A. Adkins, Dictionary of Roman Religion, New York, 1996, p. 118.
4. ↑  L. Adkins - R.A. Adkins, art. Juno Regina, L. Adkins - R.A. Adkins, Dictionary of Roman Religion, New York, 1996, p. 118; L. Adkins - R.A. Adkins, art. Juno Regina, Temples of, L. Adkins - R.A. Adkins, Dictionary of Roman Religion, New York, 1996, p. 118.
5. ↑  Livius, Ab Urbe condita V 21, 22, XXII 1, XXVII 37; Varro, de Lingua Latina V 67.